# 天海

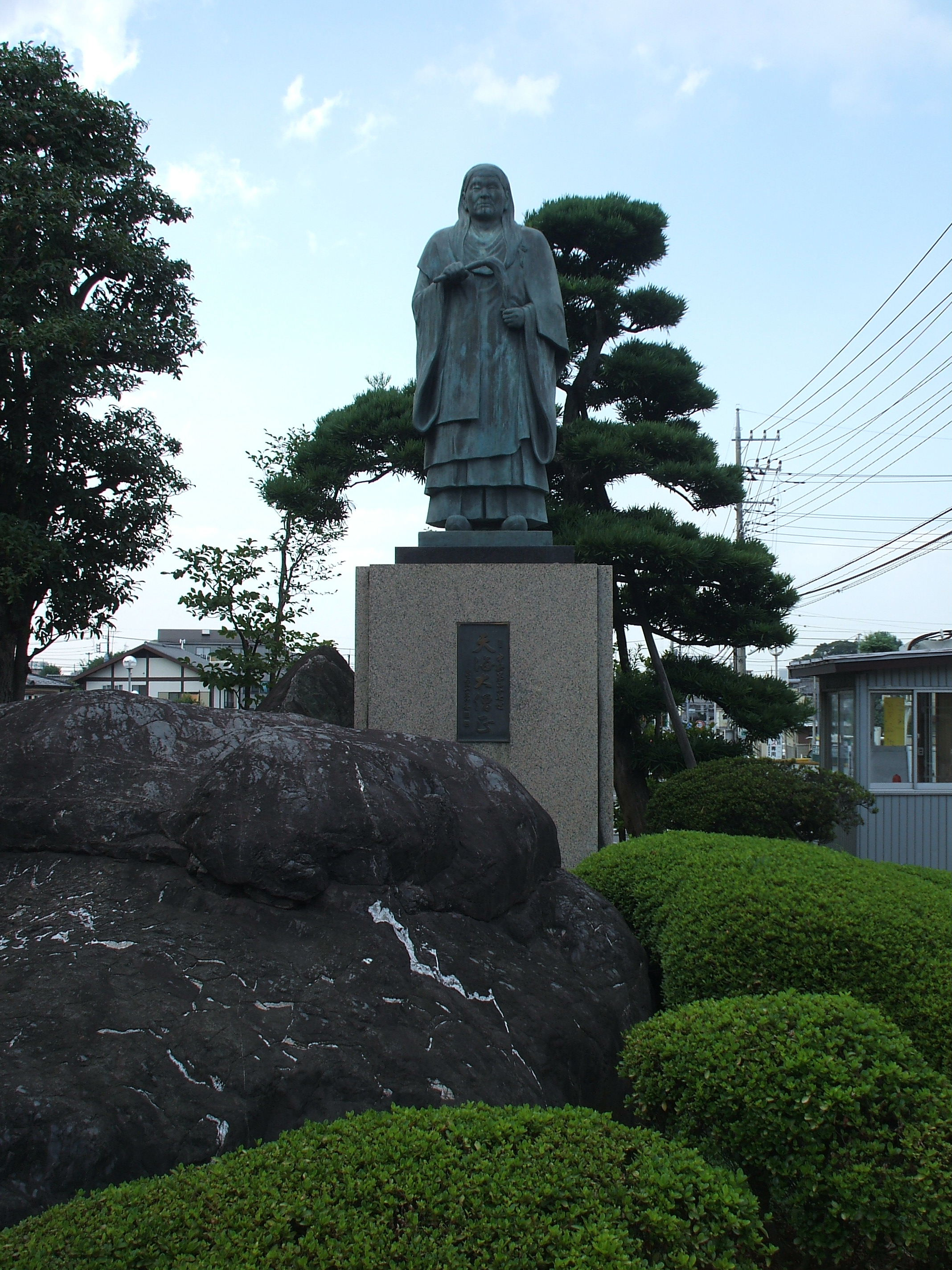
喜多院山門前にある銅像

天海（てんかい、天文5年（1536年）？ - 寛永20年10月2日（1643年11月13日））は、安土桃山時代から江戸時代初期にかけての天台宗の僧、大僧正。尊号は南光坊（）、院号は智楽院（）、諡号は慈眼大師（）。
徳川家康の側近として、江戸幕府初期の朝廷政策・宗教政策に深く関与した。

## 生涯

### 天海の出自
『東叡山開山慈眼大師縁起』に「陸奥国会津郡高田の郷にて給ひ。蘆名修理大夫平盛高の一族」と記されていることから、三浦氏の一族である蘆名氏の出自で、陸奥国に生まれたとされる。しかし同縁起には「俗氏の事人のとひしかど、氏姓も行年わすれていさし知ず」とあり、天海は自らの出自を弟子たちに語らなかったとある。また、「将軍義澄の末の御子といへる人も侍り」と足利将軍落胤説も同時に載せられている。果ては姿を変えて生き残った明智光秀であるという説まである（天海=明智光秀説）。
須藤光暉は、諸文献の比較検討により、蘆名氏の女婿である船木兵部少輔景光の息子であると結論づけている。

### 生年
天海の生年ははっきりしていないが、100歳以上の長命であったと言われる。
小槻孝亮の日記『孝亮宿祢日次記』には、天海が寛永9年4月17日（1632年6月4日）に日光東照宮薬師堂法華経万部供養の導師を行った記事があるが、天海はこの時97歳（数え年）であったという。これに従うと生年は天文5年（1536年）と推定され、没年は107歳（数え年108歳）となる。このほか『 上杉将士書上』による永正7年（1510年）のほか、享禄3年（1530年）、天文11年（1542年）、天文23年（1554年）といった説がある。しかしこれらは比較的信頼度が低い史料に拠っているとされている。須藤光暉は12種の生年説を比較検討した上で、天文5年説を妥当としている。

### 前半生
先述のように陸奥国会津出身と伝えられているが前半生についてはよくわかっていない。
龍興寺にて随風と称して出家した後、14歳で下野国宇都宮の粉河寺の皇舜に師事して天台宗を学び近江国の比叡山延暦寺や園城寺、大和国の興福寺などで学を深めたという。元亀2年（1571年）、織田信長により比叡山焼き討ちに合うと武田信玄の招聘を受けて甲斐国に移住する。その後、蘆名盛氏の招聘を受けて黒川城（若松城）の稲荷堂に住し、さらに上野国の長楽寺を経て天正16年（1588年）に武蔵国の無量寿寺北院（現在の埼玉県川越市。のちの喜多院）に移り、天海を名乗ったとされる。

### 喜多院住持
天海としての足跡が明瞭となるのは、無量寿寺北院に来てからである。この時、江戸崎不動院の住持も兼任していた。浅草寺の史料によれば北条攻めの際、天海は浅草寺の住職・忠豪とともに徳川家康の陣幕にいたとする。これからは、天海はそもそも家康のために関東に赴いたことがうかがえる。
豪海の後を受けて、天海が北院の住職となったのは慶長4年（1599年）のことである。その後、天海は家康の参謀として朝廷との交渉等の役割を担う。慶長12年（1607年）に比叡山探題執行を命ぜられ、南光坊に住して延暦寺再興に関わった。ただし、辻達也は、天海は慶長14年（1609年）から家康に用いられたとしている。この年、権僧正に任ぜられた。
また慶長17年（1612年）に無量寿寺北院の再建に着手し、寺号を喜多院と改め関東天台の本山とする。慶長18年（1613年）には家康より日光山貫主を拝命し、本坊・光明院を再興する。大坂の陣の発端となった方広寺鐘銘事件にも深く関わったとされる。

### 後半生
元和2年（1616年）、危篤となった家康は神号や葬儀に関する遺言を同年4月に大僧正となった天海らに託す。家康死後には神号を巡り以心崇伝、本多正純らと争う。天海は「権現」として自らの宗教である山王一実神道で祭ることを主張し、崇伝は家康の神号を「明神」として古来よりの吉田神道で祭るべきだと主張した。2代将軍・徳川秀忠の諮問に対し、天海は、豊臣秀吉に豊国大明神の神号が贈られた後の豊臣氏滅亡を考えると、明神は不吉であると提言したことで家康の神号は「東照大権現」と決定され家康の遺体を久能山から日光山に改葬した。
その後3代将軍・徳川家光に仕え、寛永元年（1624年）には忍岡に寛永寺を創建する。江戸の都市計画にも関わり、陰陽道や風水に基づいた江戸鎮護を構想する。
紫衣事件などで罪を受けた者の特赦を願い出ることもしばしばであり、大久保忠隣・福島正則・徳川忠長などの赦免を願い出ている。これは輪王寺宮が特赦を願い出る慣例のもととなったという。堀直寄、柳生宗矩と共に沢庵宗彭の赦免にも奔走した。寛永20年（1643年）に108歳で没したとされる。その5年後に、朝廷より慈眼大師号を追贈された。
天海は生前に日本での一切経（大蔵経）の印刷と出版を企図。慶安元年（1648年）には、天海が着手した『寛永寺版（天海版）大蔵経』が、幕府の支援により完成した。天海によるこれらの経典の出版は日本の印刷文化史上、最も重要な業績の一つと言われている。天海が作製させた膨大な木製活字（天海版木活字）は26万個以上が現存している。

## 廟所
- 慈眼堂 - 輪王寺にある天海の廟所（国の重要文化財）
- 慈眼堂 - 喜多院にある天海の廟所（国の重要文化財）
- 慈眼堂 - 大津市坂本にある天海の廟所（滋賀県指定文化財）

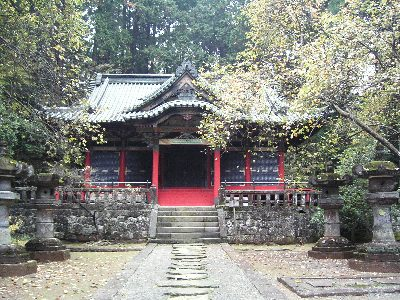
輪王寺 慈眼堂
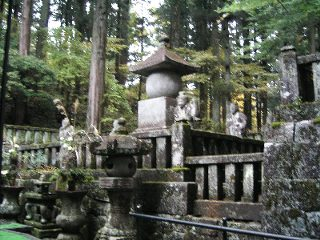
輪王寺 慈眼堂 天海墓
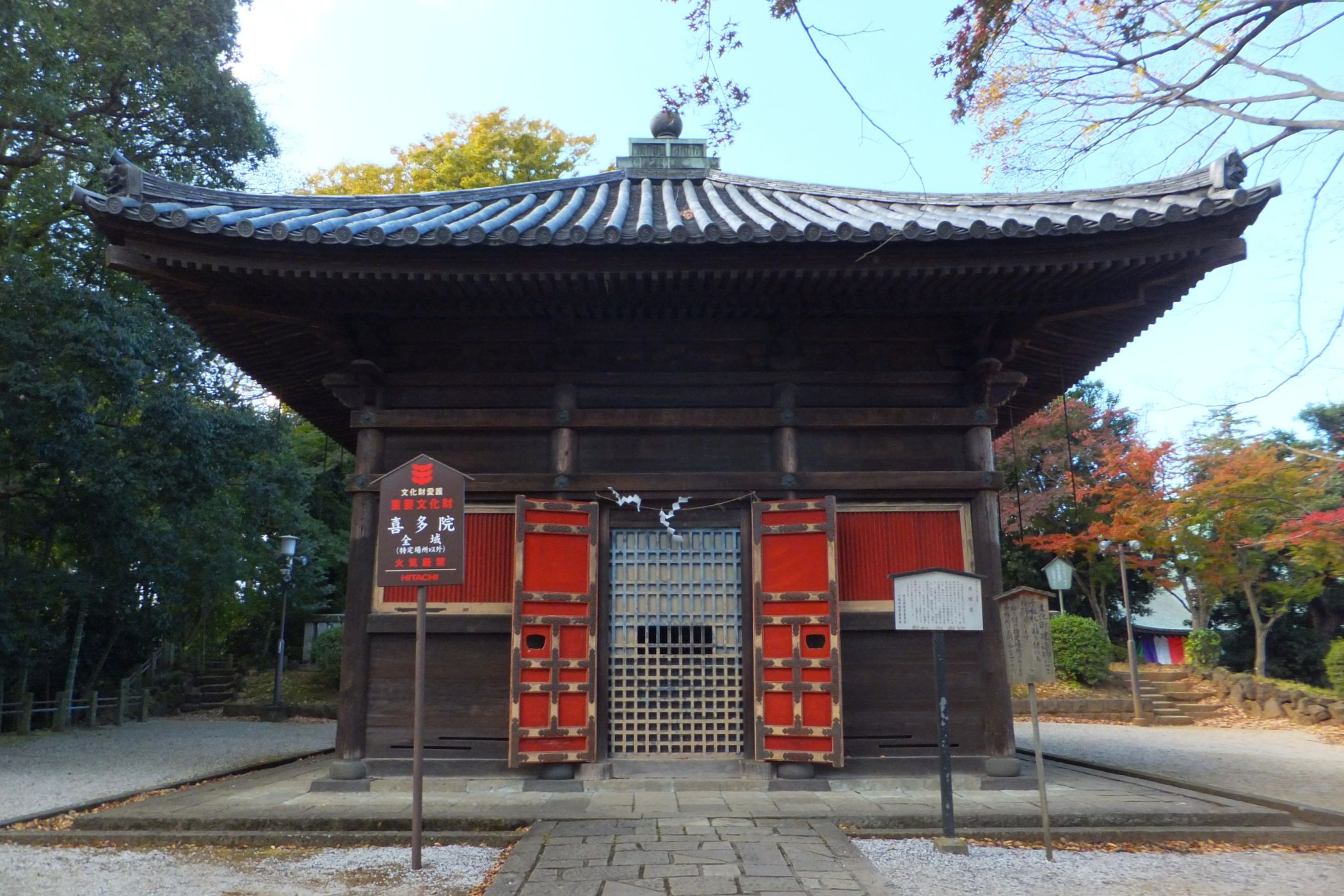
喜多院 慈眼堂
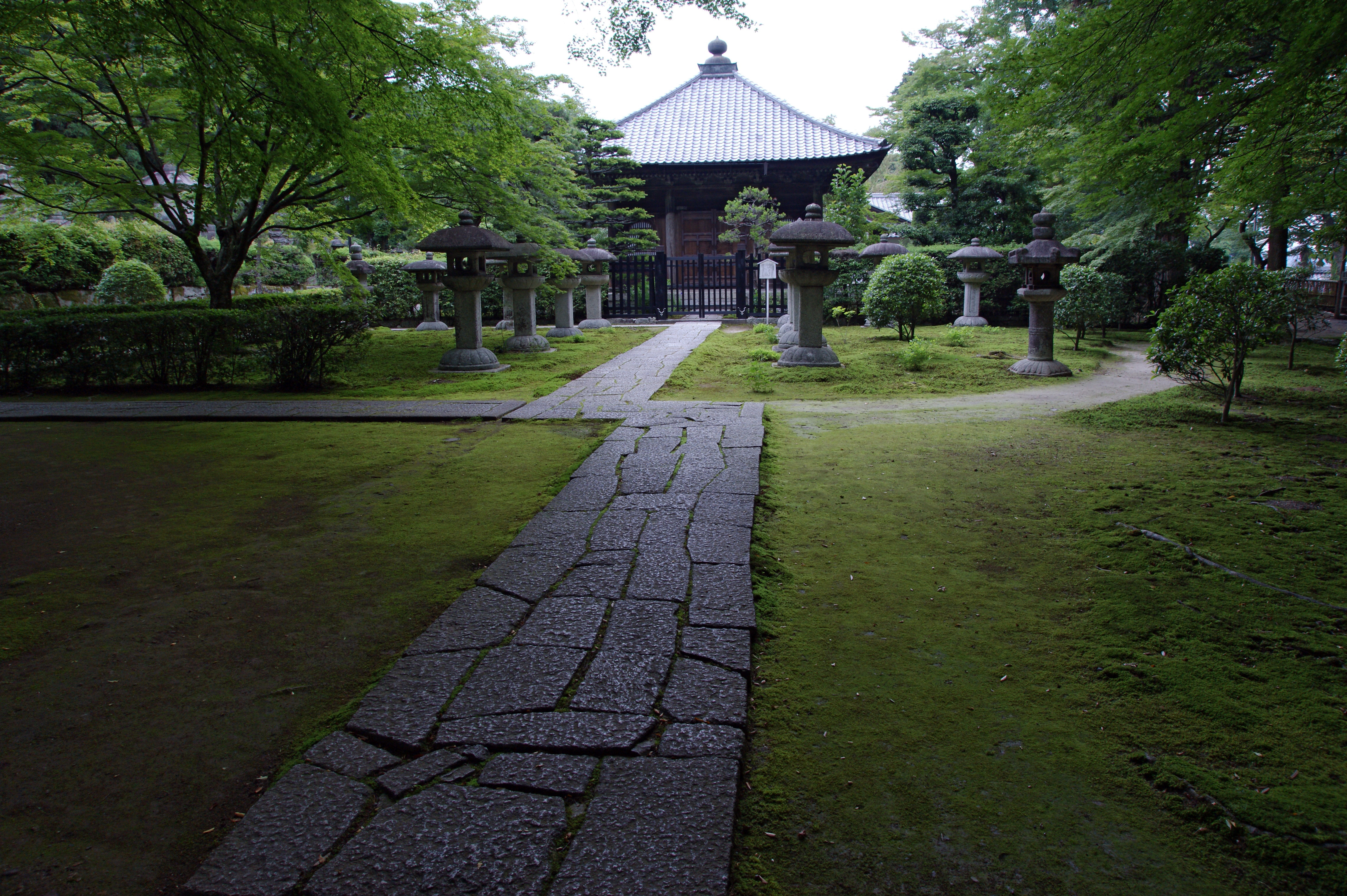
慈眼堂（大津市）

## 天海像
日光の神橋の近くには1976年（昭和51年）に彫刻家の倉沢実により制作された「天海大僧正銅像」がある。

## 天海の江戸設計
この項目はそう唱えている研究者が一人いるというだけであり、多くのコンセンスを得られているわけではないということに留意されたい。
関ケ原の戦いに勝利した家康は、慶長8年（1603年）に幕府を開くにあたり、天海の助言を参考にしながら、江戸の地を選んだとされる。天海は家康の命により伊豆から下総まで関東の地相を調べ、古代中国の陰陽五行説にある「四神相応」の考えをもとに、江戸が幕府の本拠地に適していると結論を下したとされる。
「四神相応」とは、東に川が流れ、西に低い山や道が走り、南に湖や海があり、北に高い山がある土地は栄えると考えられたものである。天海は、東に隅田川、西に東海道、北に富士山、南に江戸湾があったことから、江戸が四神相応にかなうと考えたとされる。 なお、富士山は実際には「北」（真北）から112度ずれているが、天海を始めとする当時の江戸の人々は、富士山をあえて北とみたてて、江戸を四神相応にかなうとみなしたという。江戸城の大手門の向きが「北」からずれているのも、富士山を「北」とみなしたためだとされる。
また、天海は、江戸にある上野、本郷、小石川、牛込、麹町、麻布、白金の7つの台地の突端の延長線が交わる地に、江戸城の本丸を置くよう助言したとされる。陰陽道の知識により、地形の中心に周辺の気が集まることを狙ったとされる。
江戸城の場所が決定した後、藤堂高虎らが中心となって江戸城と堀の設計が行われたが、天海は、実務的な作業工程とは次元を異にする、思想・宗教的な面で設計に関わっていたとされる。江戸城の工事は寛永17年（1640年）に終わるが、その途中で他の設計者が亡くなっていった中で、天海はなお存命しており、江戸の都市計画の初期から完成まで、50年近く関わったとされる。
天海は、江戸城の内部を渦郭式という「の」の字型の構造にすることや、城を取り囲む掘を螺旋状の「の」の字型に掘ることなどを助言したとされる。「の」の字型の構造は、城を中心に時計回りで町が拡大していくことを意図したものとされるが、他に、敵を城に近づけにくくする、火災発生時に類焼が広がるのを防ぐ、物資を船で運搬しやすくする、堀の工事により得た土砂を海岸の埋め立てに利用する、などのメリットがあったとされる。
天海は、江戸城の北東と南西の方角にある「鬼門」・「裏鬼門」を重視して、鬼門を鎮護するための工夫を凝らしたとされる。天海は、江戸城の北東に寛永寺を築き、住職を務めた。寛永寺の寺号「東叡山」は東の比叡山を意味するが、天海は、平安京の鬼門を守った比叡山の延暦寺に倣って、寛永寺の側に、近江の琵琶湖を思わせる不忍池を築き、琵琶湖の竹生島に倣って、池の中之島に弁財天を祀るなどし、寛永寺が、比叡山と同じ役割を果たすよう狙ったとされる。
上記の他、天海は、寛永4年（1627年）には、寛永寺の隣に上野東照宮を建立し、家康を祀り、もともと現在の東京都千代田区大手町付近にあった神田神社を現在の湯島に移し、幕府の祈願所とした浅草寺で家康を東照大権現として祀るなど、江戸城の鬼門鎮護を厚くしたとされる。
また、江戸城の南西（裏鬼門）についても、その方角にある増上寺に2代将軍である徳川秀忠を葬ったうえで徳川家の菩提寺とし、さらに、同じ方角に、日枝神社（日吉大社から分祀）を移すなどして、鎮護を意図したとされる。
神田神社の神田祭、浅草神社の三社祭、日枝神社の山王祭は、江戸の三大祭とされるが、それらの祭りは、天海により、江戸城の鬼門と裏鬼門を浄める意味づけもされていたとされる。江戸城の位置は、寛永寺・神田神社と増上寺を結ぶ直線と、浅草寺と日枝神社を結ぶ直線とが交差する地点にあったとされ、天海が鬼門・裏鬼門の鎮護を非常に重視していたことがうかがわれるとされる。
天海は、江戸を鎮護するため、陰陽道以外の方法も利用し、主要な街道と「の」の字型の堀とが交差点であり、城門と見張所がある要所に、平将門を祀った神社や塚を設置したとされる。将門の首塚は奥州道に通じる大手門、将門の胴を祀る神田神社は上州道に通じる神田橋門、将門の手を祀る鳥越神社は奥州道に通じる浅草橋門、将門の足を祀る津久土八幡神社は中山道に通じる牛込門、将門の鎧を祀る鐙神社は甲州道に通じる四谷門、将門の兜を祀る兜神社は東海道に通じる虎ノ門に置かれたとされる。天海は、将門の地霊を、江戸の町と街道との出入口に祀ることで、街道から邪気が入り込むのを防ぐよう狙ったとされる。

## 天海に関する逸話
天海は前半生に関する史料がほとんど無いもののかなりの長寿であり、大師号を贈られるほどの高僧になった。また機知に富んだ人物であり、当意即妙な言動で周囲の人々を感銘させた。そのため彼には様々な逸話がある。
- 徳川幕府が林鵞峰に命じて『続本朝通鑑』を編纂する際に上杉家から献上された報告書『上杉将士書上』によると、天海は天文23年（1554年）に信濃国で行われた川中島の戦いを山の上から見物したという。この時、天海は武田信玄と上杉謙信が直に太刀打ちするのを見たが後に信玄に聞くと「あれは影武者だ」と答えられたという。ただし、この史料はこの時天海が45歳だったことになっていることや実在が疑われている宇佐美定行が上杉二十五将に数えられているなど不自然な点も多い。
- 天海が名古屋で病気になった際、江戸から医者が向かったが、箱根で医者の行列が持つ松明の火が大雨で消えてしまった。すると無数の狐が現れ、狐火をともして道を照らしたという[3]。
- ある時、将軍・徳川家光から柿を拝領した。天海はこれを食べると種をていねいに包んで懐に入れた。家光がどうするのかと聞くと「持って帰って植えます」と答えた。「百歳になろうという老人が無駄なことを」と徳川家光がからかうと、「天下を治めようという人がそのように性急ではいけません」と答えた。数年後、徳川家光に天海から柿が献上された。家光がどこの柿かと聞くと「先年拝領しました柿の種が実をつけました」と答えたという[3]。
- 関ヶ原の戦いに天海が参加していたという話がある。関ケ原町歴史民俗資料館が所蔵する『関ヶ原合戦図屏風』に描かれた家康本陣には、天海であるとされる、鎧兜姿の「南光坊」という人物が配置されている[8]。この屏風は彦根城博物館が所蔵する江戸時代後期に狩野貞信が描いた屏風を模写したものであるが、彦根城博物館のものには「南光坊」と記載されていない。
- 大坂城の建物を利用した博物館・大阪城天守閣は、天海所用の伝承がある甲冑を所蔵している。
- 天海は、徳川秀忠と家光にそれぞれ長寿の秘訣を歌に詠んで送っている。徳川秀忠に対しては「長命は、粗食、正直、日湯（毎日風呂に入ること）、陀羅尼（お経）、時折、ご下風（屁）あそばさるべし」、短気で好色な徳川家光に対しては「気は長く、つとめはかたく、色うすく、食ほそうして、心ひろかれ」というものである。

## 異説

輪宝

その出自の曖昧さもあり小説等で出てくる説として天海が足利将軍家12代・足利義晴の子という説や明智光秀と同一人物という説がある。